# Pinus sabiniana
Pinus sabiniana là một loài thực vật hạt trần trong họ Thông. Loài này được Douglas miêu tả khoa học đầu tiên năm 1832.